# إيتور نونيز
إيتور نونيز (بالإسبانية: Aitor Salvador Núñez Martín)‏ (مواليد 2 أكتوبر 1987 في مدريد - إسبانيا) لاعب كرة قدم إسباني يلعب حاليا لصالح نادي الدرجة الأولى تينيريفي الإسباني منذ 2009 في مركز الظهير الأيمن .

## روابط خارجية
- إيتور نونيز على موقع قاعدة بيانات كرة القدم.إي يو (الإنجليزية)
- إيتور نونيز على موقع Soccerway.com (الإنجليزية)